# Charles Mingus Presents Charles Mingus
Charles Mingus presents Charles Mingus è un album del musicista Jazz statunitense Charles Mingus registrato a New York il 20 ottobre del 1960.
Tutti i brani sono stati scritti da Charles Mingus.

## Tracce
1. Folk form No. 1 – 12:00
2. Original faubus fables – 9:15
3. What love ? – 15:20
4. All the things you could be by now if Sigmund Freud's wife was your mother – 8:32

## Formazione
- Charles Mingus – contrabbasso
- Ted Curson – tromba
- Eric Dolphy - sassofono contralto, clarinetto basso
- Dannie Richmond - batteria

## Personale tecnico
- Tom d'Orleans – Ingegnere di registrazione
- Nat Hentoff – Note di copertina